# 浙江料理
浙江料理（せっこうりょうり）は、中国浙江省に発祥した料理。中国八大料理（八大菜系）のひとつ。中国語では浙菜、浙江菜と呼ばれる。

## 概要

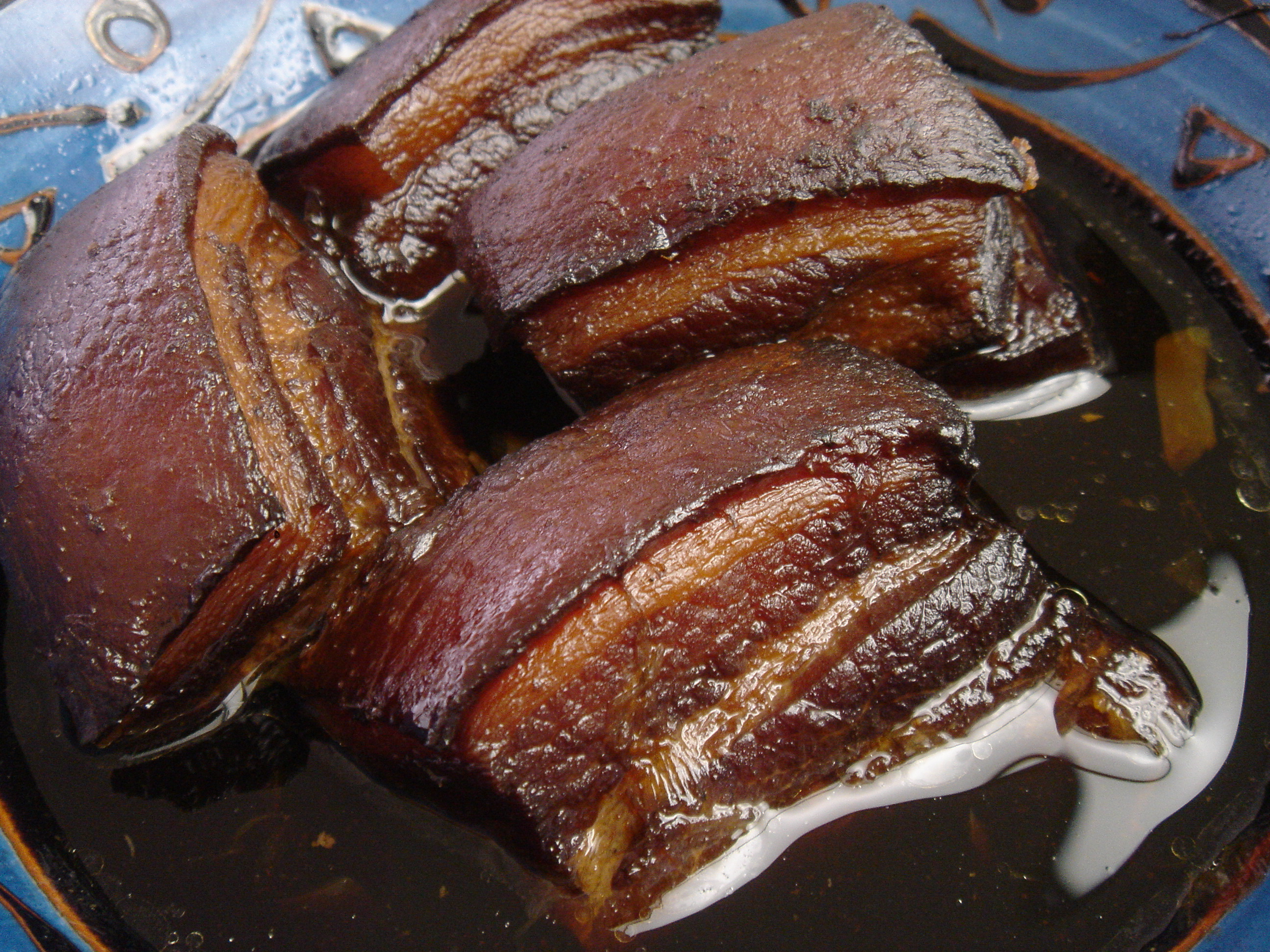
東坡肉

浙江省では銭塘江流域の湖水に産する淡水魚・エビ・水鳥、東シナ海で獲れる魚介類、内陸の丘陵地帯の野草や野菜が豊富であり、浙江料理はこれを背景としている。また杭州が南宋の都であった時期、華北から多くの料理人が移転して北方の料理法の数々を持ち込んでいるため、江南や華東の素材を華北の調理法で作った料理もある。
調理法はよく研究されており精緻で変化に富み、料理や盛り付けは鮮やかで、歯ごたえはやわらかく、味付けは塩味でさっぱりとしている。この地域特産の上質で新鮮な素材を選び、その持ち味やさわやかさを引き出すことが特徴である。鮮やかで美しい盛り付けにはこの地方独特の山水の美しさが反映しており、蘇軾（蘇東坡）の名と逸話に由来する東坡肉をはじめとして、浙江地域の歴史につながる逸話がある料理も多い。
主な調理法は炒めもの、炒め煮、蒸し物、あんかけ、とろ火で煮込んだもの、揚げものなど。
有名な料理に「龍井蝦仁」（エビの龍井茶葉炒め）、「西湖醋魚」（ソウギョの甘酢あんかけ）、「叫化童鶏」（乞食鶏）、「宋嫂魚羹」、「東坡肉」（ブタ三枚肉の角煮）、「奉化芋頭」、「蘭花春筍」、「寧式鱔絲」（タウナギのうま煮）、「三絲敲魚」、「蝦子麵筋」、「雙味蝤蠓」などがある。

## 下位分類
浙江料理は、浙江省の代表的な都市の名を冠する4つの種類に分かれる。
- 杭州料理　（杭州菜）
杭州を発祥の地とする。浙江料理を代表するもので、旬の野菜や野草やタケノコ、湯葉などの素材の豊富さを特徴とする。
- 温州料理　（温州菜）
温州を発祥の地とする。家禽や家畜のほか、東シナ海の多彩で新鮮な海産物を特徴とする。
- 紹興料理　（紹興菜）
紹興を発祥の地とする。淡水魚と水鳥、家禽の調理に優れ、柔らかい歯触りで濃いスープを特徴とする。
- 寧波料理　（寧波菜）
寧波を発祥の地とする。海鮮と漬物を主とし、新鮮さと塩味を特徴とする。

## 他地域での普及
共通の文化を多く持ち、地理的にも近い上海市には多くの浙江料理店があり、北京市、広州市、台湾の台北市などにも存在している。日本ではまだなじみが少ないが、東京都内には浙江料理の専門店も存在する。